# Ophidion josephi
Ophidion josephi — вид риб родини Ошибневих (Ophidiidae). Морська тропічна демерсальна риба.

## Ареал

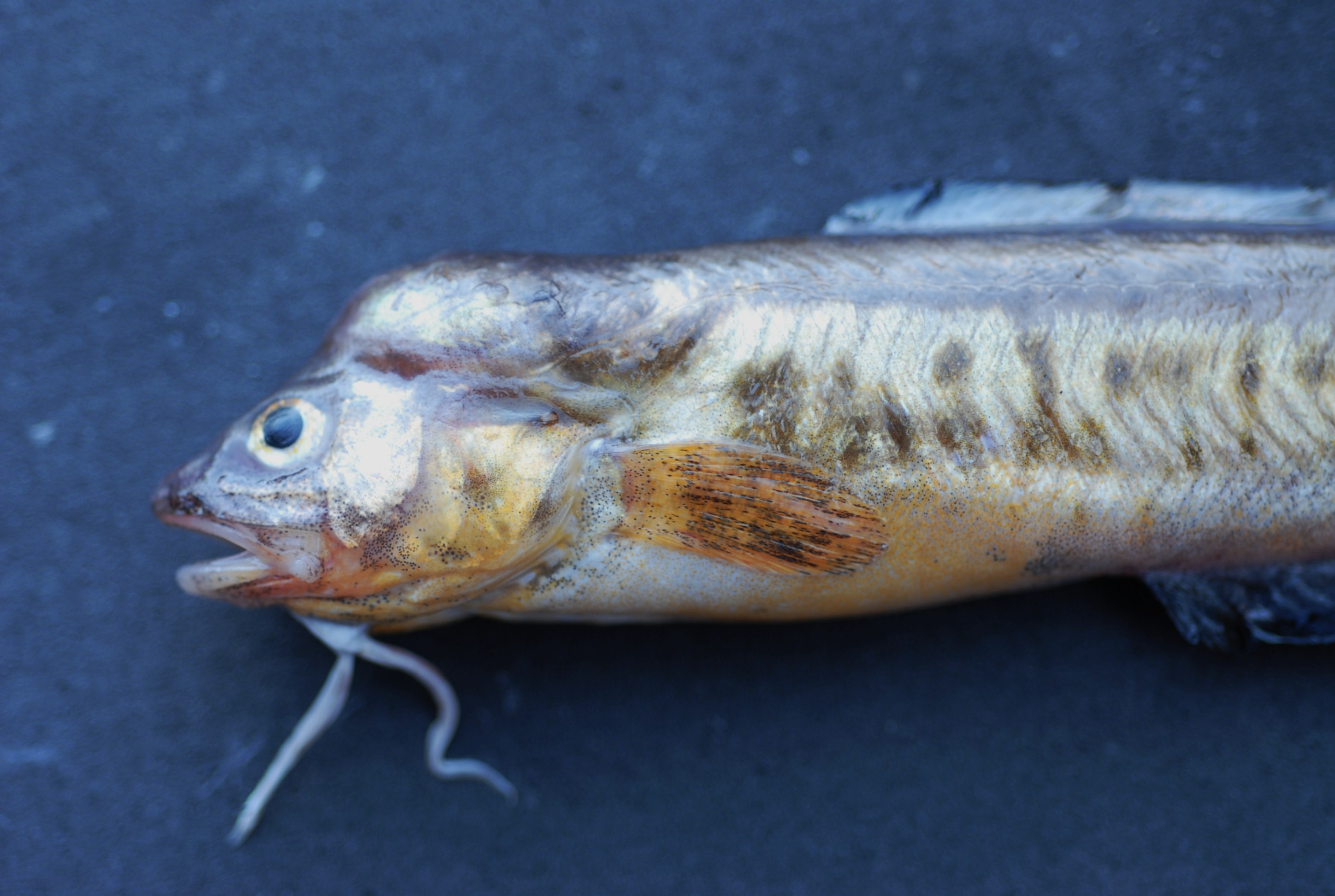
Голова Ophidion josephi

Поширений у західній Атлантиці від Джорджії до Флориди, заходить до Мексиканської затоки.